# 深河 (康乃狄克州)
深河（英語：Deep River）是一個位於美國康乃狄克州米德爾塞克斯縣的城鎮。

## 地理
深河的座標為41°22′03″N 72°27′50″W / 41.36750°N 72.46389°W，而該地的平均海拔高度為40米（即131英尺）。

## 人口
根據2010年美國人口普查的數據，深河的面積為36.80平方千米，當中陸地面積為35.10平方千米，而水域面積為1.70平方千米。當地共有人口4629人，而人口密度為每平方千米125.79人。